# Dolní Lipina
Dolní Lipina (németül Unterlindau) Lipová község településrésze Csehországban a Karlovy Vary-i kerület Chebi járásában. Lipovától 1.5 km-re nyugatra fekszik. A 2001-es népszámlálási adatok szerint 19 lakóházában 19 lakos él.
1. ↑  Cseh Statisztikai Hivatal: https://www.czso.cz/csu/czso/vysledky-scitani-2021-otevrena-data (cseh nyelven). (Hozzáférés: 2022. november 1.)